# Catedral de San Cristóbal de La Laguna
A Catedral de San Cristóbal de La Laguna, também denominada Catedral de Nossa Senhora dos Remédios, em San Cristóbal de La Laguna, na ilha de Tenerife, é uma catedral neogótica no seu corpo principal, e neoclássica na fachada, sede da diocese de Tenerife, dependente da arquidiocese de Sevilha, Espanha. É, portanto, onde a sede episcopal do bispo desta diocese, atualmente ocupado pelo bispo Eloy Alberto Santiago Santiago.
A catedral se encontra no centro histórico da cidade, declarado Patrimônio da Humanidade em 1999, pela Unesco.

## História
Há indícios de que naquele lugar havia uma necrópole Guanche. Sabe-se também que todo o vale de Aguere (onde a cidade se espalha) e, especialmente, o grande lagoa ou lago que foi neste lugar, era um lugar de peregrinação para os aborígenes da ilha.
Em 1511 se levanta, na atual Praça de Fray Albino, uma ermita por ordem do conquistador da ilha, Alonso Fernández de Lugo, que seria substituída em 1515 por uma construção maior, dedicada à Virgem dos Remédios, de estilo mudéjar, cuja torre foi erigida em 1618.
Em 7 de abril de 1534 foi batizado nesta igreja São José de Anchieta, missionário nascido na cidade de La Laguna e fundador da cidade de São Paulo e um dos fundadores do Rio de Janeiro, no Brasil. Precisamente a catedral é o santuário diocesano do santo, nas Ilhas Canárias.[carece de fontes?]
O templo se converte em Catedral em 1819, quando se estabelece em La Laguna uma nova diocese. A fachada, neoclássica, data de 1820 e a estrutura atual foi construída entre 1904 e 1915 em estilo neogótico. Em seu interior se destaca o púlpito de mármore italiano de Carrara e também parte do conjunto do Retábulo de Mazuelos. Sobressaem obras de grande valor de Cristóbal Hernández de Quintana, Luján Pérez e Fernando Estévez. A catedral possui três corredores largos e um ambulatório (exclusivo nas Ilhas Canárias) em torno do altar. O altar é dominado por grandes janelas verticais. Estes elementos conferem ao interior da catedral com uma Europa medieval típico.

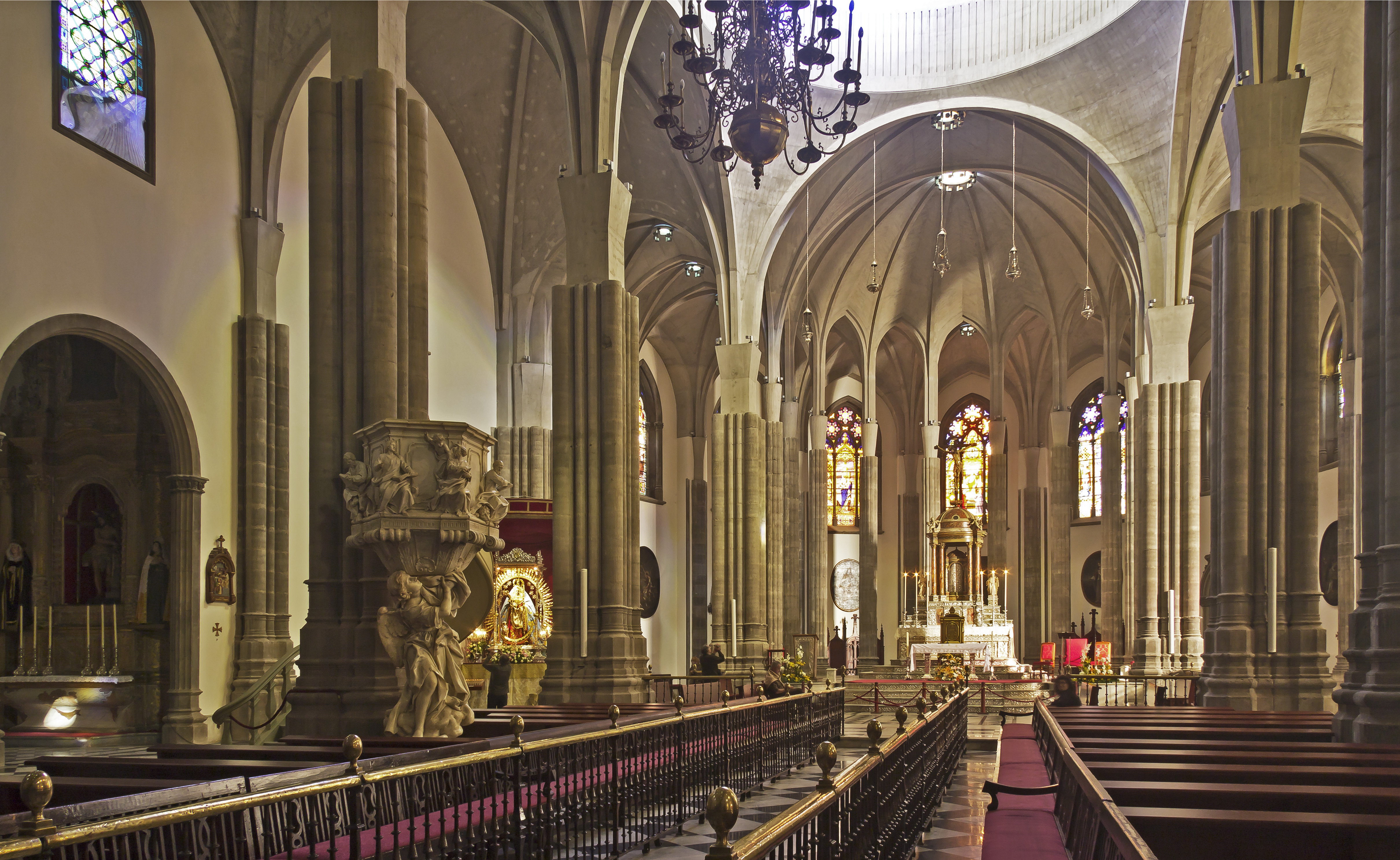
Interior da Catedral

A catedral, construída com uma estrutura de concreto, foi um dos primeiros edifícios na Espanha em que se utilizou este material, que atualmente se usa extensivamente em todo tipo de edifícios. No entanto, ao ser pioneira neste campo, a tecnologia não estava muito desenvolvida, e portanto a igreja possui vários defeitos que levaram a custosas obras de reparos e melhorias.

### Obras
Dentro do templo de maio muitas obras como: O retábulo da Virgem dos Remédios é uma grande retábulo barroco a partir da primeira metade do século XVIII, tem um conjunto magnífico de sete painéis atribuída a Hendrick Van Balen, professor Van Dick. O púlpito de mármore Carrara (um dos maiores tesouros artísticos do templo), considerado o melhor trabalho feito em mármore que tenham estado em Ilhas Canárias chegada de Génova (Itália), por Pasquale Bocciardo. Em seu interior da catedral também se encontra a imagem do Santíssimo Cristo dos Remédios (imagem gêmea do Cristo da Laguna).[carece de fontes?]
A catedral também abriga uma interessante coleção de ícones bizantinos de países como Rússia, Romênia, antiga Iugoslávia, Itália e Grécia. É a maior coleção de ícones ortodoxos da Espanha.

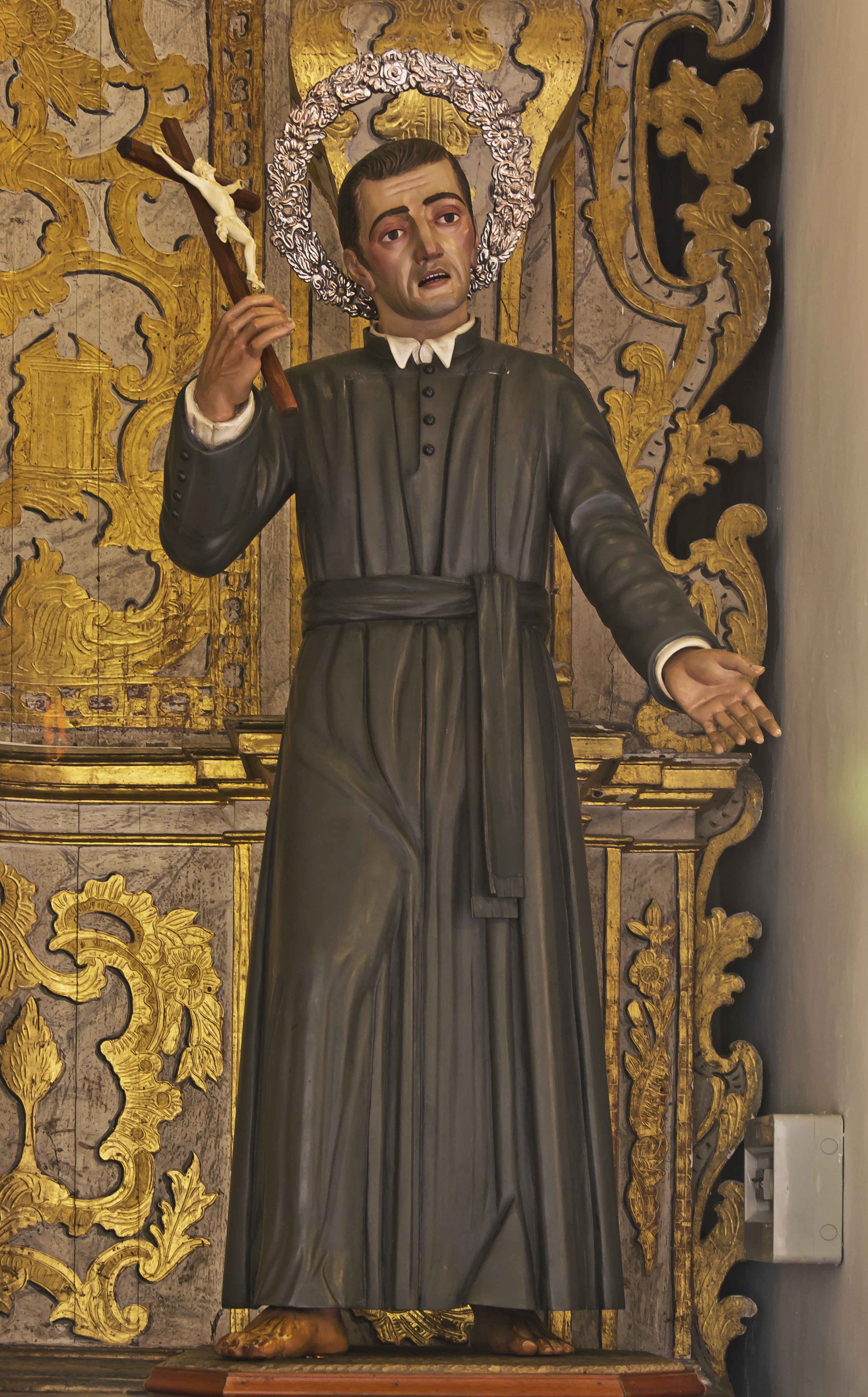
Imagem da São José de Anchieta

### Retábulo da Virgem dos Remédios
O elemento mais destacado do interior da catedral, é  retábulo no altar de Nossa Senhora a Virgem dos Remédios, Patrona da cidade de La Laguna e da Diocese de Tenerife e ordem mariana à qual está consagrada a catedral. A imagem veste ricos mantos e se encontra em um trono de baldaquino de prata, com o sol de ráfagas e a meia lua a seus pés. A Virgem leva em suas mãos o menino Jesús.[carece de fontes?]

## Religião
A imagem do Santíssimo Cristo da Laguna se translada cada ano até a catedral, onde permanece uns dias para suas festas em setembro.[carece de fontes?]
Em 1997 a catedral acolheu a imagem da Virgem da Candelária (Patrona das Canárias) com motivo de sua visita a esta cidade pelo 500º aniversário da fundação de San Cristóbal de La Laguna. A imagem da Virgem visitou a catedral em várias ocasiões.
Na época  em que foi construída e consagrada como catedral, a capital da ilha era a  cidade de La Laguna, e igualmente a sede diocesana permanece nesta cidade.[carece de fontes?]